# Paul Deliège

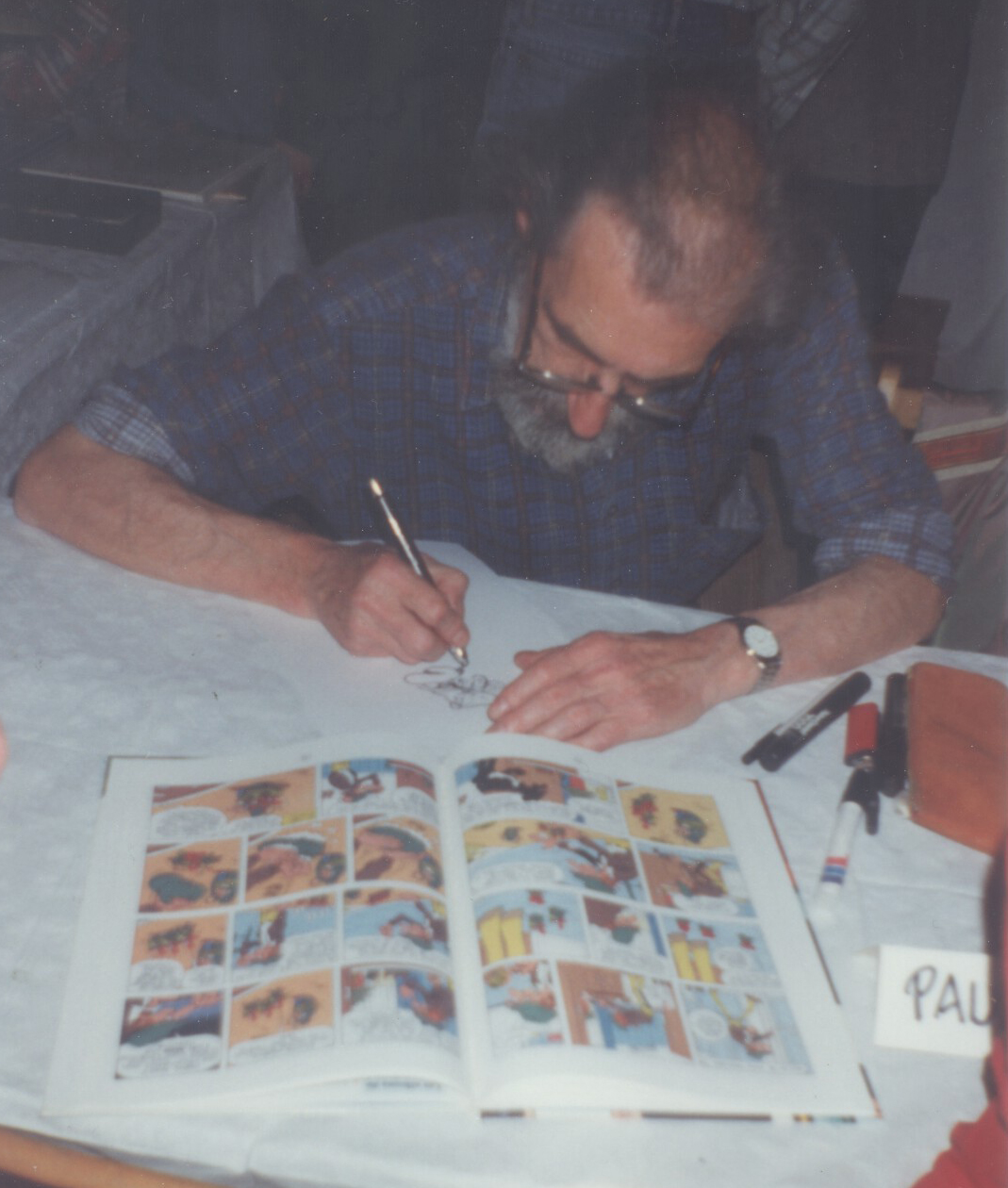
Paul Deliège, 1994

Paul Deliège (* 21. Januar 1931 in Olne; † 7. Juli 2005 in Lüttich) war ein belgischer Funny-Comiczeichner und -autor.
Paul Deliège kam 1958 zum Magazin Spirou. Nach einigen kleineren Comicgeschichten startete er ab 1961 zusammen mit Maurice Rosy die Serie Bobo, der Ausbrecherkönig, die er schließlich bis ins Rentenalter zeichnete. Zu seinen weiteren Werken gehören auch die Gag-Comics Smutje (Cabanon) und Inspektor Grips (Superdingue), ab 1968 folgte die Serie Die Gifticks (Les Krostons), die er aber zugunsten Bobos aufgab. Als Texter war er ab 1968 für die Serien Kleiner Kaktus (Petit-Cactus, gezeichnet von Salvérius) und Trapper Sam (Sam et l’ours) tätig, 1972 folgten Episoden von Raymond Macherots Serie Sibylline.